# Минківська сільська рада
Ми́нківська сільська́ ра́да — адміністративно-територіальна одиниця та орган місцевого самоврядування в Валківському районі Харківської області. Адміністративний центр — село Минківка.

## Загальні відомості
- Минківська сільська рада утворена в 1921 році.
- Територія ради: 41,11 км²
- Населення ради: 614 особи (станом на 2001 рік)

## Населені пункти
Сільській раді підпорядковані населені пункти:
- с. Минківка
- с. Велика Кадигробівка
- с. Водяна Балка
- с. Гребінники
- с. Лисконоги
- с. Манили
- с. Мірошники
- с. Тугаївка

## Склад ради
Рада складається з 12 депутатів та голови.
- Голова ради: Тригуб Григорій Михайлович
- Секретар ради: Москаленко Зоя Іванівна

### Керівний склад попередніх скликань
| Прізвище, ім'я, по батькові | Основні відомості                                                                       | Дата обрання | Дата звільнення |
| --------------------------- | --------------------------------------------------------------------------------------- | ------------ | --------------- |
| Тригуб Григорій Михайлович  | Сільський голова, 1949 року народження, освіта вища, член Соціалістичної партії України | 26.03.2006   | 31.10.2010      |
| Тригуб Григорій Михайлович  | Сільський голова, 1949 року народження, освіта вища                                     | 31.10.2010   |                 |

Примітка: таблиця складена за даними сайту Верховної Ради України

### Депутати
За результатами місцевих виборів 2010 року депутатами ради стали:

#### За суб'єктами висування
| Суб'єкт висування            | Кількість обраних депутатів | %    |
| ---------------------------- | --------------------------- | ---- |
| Партія регіонів              | 5                           | 41,7 |
| Самовисування                | 3                           | 25   |
| Соціалістична партія України | 3                           | 25   |
| Комуністична партія України  | 1                           | 8,3  |

#### За округами
| № округу                     | Прізвище, ім'я, по батькові      | Дата визнання обраним | Освіта             | Партійна приналежність                        | Відомості про обраного депутата                          |
| ---------------------------- | -------------------------------- | --------------------- | ------------------ | --------------------------------------------- | -------------------------------------------------------- |
| Комуністична партія України  |                                  |                       |                    |                                               |                                                          |
| 7                            | Боротко Надія Владиславівна      | 02.11.2010            | середня            | позапартійна                                  | ПОСП «Нива», обліковець                                  |
| Партія регіонів              |                                  |                       |                    |                                               |                                                          |
| 2                            | Вовк Людмила Миколаївна          | 02.11.2010            | середня спеціальна | член Партії регіонів                          | Минківське ССТ, голова                                   |
| 3                            | Ладоненко Надія Федорівна        | 02.11.2010            | вища               | член Партії регіонів                          | пенсіонер                                                |
| 4                            | Діхтяренко Наталія Володимирівна | 02.11.2010            | середня            | член Партії регіонів                          | Минківська загальноосвітня школа І-ІІ ст., тех.працівник |
| 8                            | Калієв Борис Семенович           | 02.11.2010            | середня            | член Партії регіонів                          | Минківська загальноосвітня школа І-ІІ ст., кочегар       |
| 10                           | Москаленко Зоя Іванівна          | 02.11.2010            | середня            | позапартійна                                  | Минківська сільська рада, секретар                       |
| Соціалістична партія України |                                  |                       |                    |                                               |                                                          |
| 6                            | Кахраманова Ганна Іванівна       | 02.11.2010            | середня            | позапартійна                                  | Територіальний центр, соціальний працівник               |
| 11                           | Ковратенко Микола Іванович       | 02.11.2010            | середня спеціальна | член Соціалістичної партії України            | ПОСП «Нива», головний інженер                            |
| 12                           | Шевченко Вікторія Георгіївна     | 02.11.2010            | середня            | позапартійна                                  | тимчасово не працює                                      |
| Самовисування                |                                  |                       |                    |                                               |                                                          |
| 1                            | Перепелиця Віталій Анатолійович  | 02.11.2010            | вища               | член Всеукраїнського об'єднання «Батьківщина» | фермерське господарство «Дружба», менед-жер              |
| 5                            | Минко Віталій Павлович           | 02.11.2010            | середня            | позапартійний                                 | Минківське відділення сімейної медицини, кочегар         |
| 9                            | Гунський Сергій Павлович         | 02.11.2010            | середня            | позапартійний                                 | ПОСП «Нива», водій                                       |